# 證券欺詐
证券欺诈，又称为股票欺诈和投资欺诈，是股票或商品市场上的一种欺骗行为，目的是诱使投资者根据虚假信息做出买卖决定，結果給投資者造成损失。上市公司在财务报表中作出虛假陈述，以及对公司的审计员撒谎有時也認定為證券欺詐。 